# Erkkisjärvi
Erkkisjärvi är en sjö i kommunen Nivala i landskapet Norra Österbotten i Finland. Arean är 40 hektar och strandlinjen är 2,87 kilometer lång. Sjön  ingår i Kalajoki älvs huvudavrinningsområde.   Den ligger omkring 120 kilometer söder om Uleåborg och omkring 420 kilometer norr om Helsingfors. 